# Ozarba regia
Ozarba regia är en fjärilsart som beskrevs av W. Warren 1914. Ozarba regia ingår i släktet Ozarba och familjen nattflyn. Inga underarter finns listade i Catalogue of Life.